# Grafschaft Laax
Die Grafschaft Laax oder Herrschaft Laax war ein historisches Territorium im heutigen Kanton Graubünden. Sie umfasste das ganze bündnerische Einzugsgebiet des Rheins ohne die Gebiete der Herrschaft Maienfeld und des Prättigaus und entsprach damit dem Gebiet der älteren Grafschaft Chur bzw. Oberrätien (→Churrätien).

## Geschichte
Die Grafschaft «Lags» wurde erstmals im habsburgischen Urbar von 1309 erwähnt. Sie war ein Reichslehen an die Grafen von Habsburg, erworben durch Kauf 1299. Sie umfasste die hohe und die niedere Gerichtshoheit über den Personenverband der im Gebiet ansässigen Freien, und wahrscheinlich z. T. auch die Edelfreien. Die Grafschaft entstand wohl durch die Neuorganisation der Reichsvogtei über das Bistum Chur, die 1474 den Freiherren von Vaz entzogen wurde.
Der Vogt der Grafschaft hielt Gericht in Chur, zu Sessafret beim Rheinübergang bei Castrisch. Er residierte in der Burg Lagenberg.
Die Grafschaft Laax gelangte durch Verpfändung in der ersten Hälfte des 14. Jahrhunderts, wohl ab 1342, an die Grafen von Werdenberg-Sargans. Die Hoheit über die Freien unterhalb von Flims, am Heinzenberg, im Domleschg und im Schams ging noch im 14. Jahrhundert verloren, so dass nur das Gebiet der Surselva verblieb. Das Gericht in Chur wurde 1379 zum letzten Mal erwähnt. Die meisten Freien, die der Gerichtsbarkeit des Vogtes noch unterstanden, lebten in Laax (→Freie von Laax), Valendas und Versam, kleinere Gruppen auch in Ilanz, Brigels, Obersaxen, Vals und weiteren Orten der Surselva.
Als die Werdenberger 1367 die Herrschaft Löwenberg um Schluein erwarben, versuchten sie, um dieses Kerngebiet in der Surselva eine geschlossene Territorialherrschaft aufzubauen. Nach längeren Konflikten, dem Beitritt zum Grauen Bund 1395 und einer Fehde sicherten sich die Freien aber ihre Autonomie durch den Auskauf aller Herrschaftsrechte der Werdenberger 1428. 1434 unterstellten sich die Freien dem Schutz des Bistums Chur.
Um das Gericht von Laax kam es im 15. Jahrhundert zum Konflikt zwischen den ganz von Freien besiedelten Dörfern Laax und Seewis und den übrigen, verstreut lebenden Freien der ehemaligen Grafschaft Laax. 1511 wurden die Freien, die ausserhalb von Laax und Seewis lebten, vom Laaxer Gericht ausgeschlossen, so dass Laax und Seewis nach 1518 ein eigenes Gericht bildeten. Dieses wurde 1799 bzw. 1851 aufgehoben.